# ژان-کلود پاسکال
ژان-کلود پاسکال (فرانسوی: Jean-Claude Pascal‎؛ زاده ۲۴ اکتبر ۱۹۲۷ درگذشته ۵ مهٔ ۱۹۹۲) یک هنرپیشه اهل فرانسه بود.
او نماینده لوکزامبورگ در یوروویژن ۱۹۶۱ بود و برنده این مسابقه شد و به مقام نخست دست یافت. او همچنین نماینده لوکزامبورگ در یوروویژن ۱۹۸۱ بود.